# Серенгети (национальный парк)

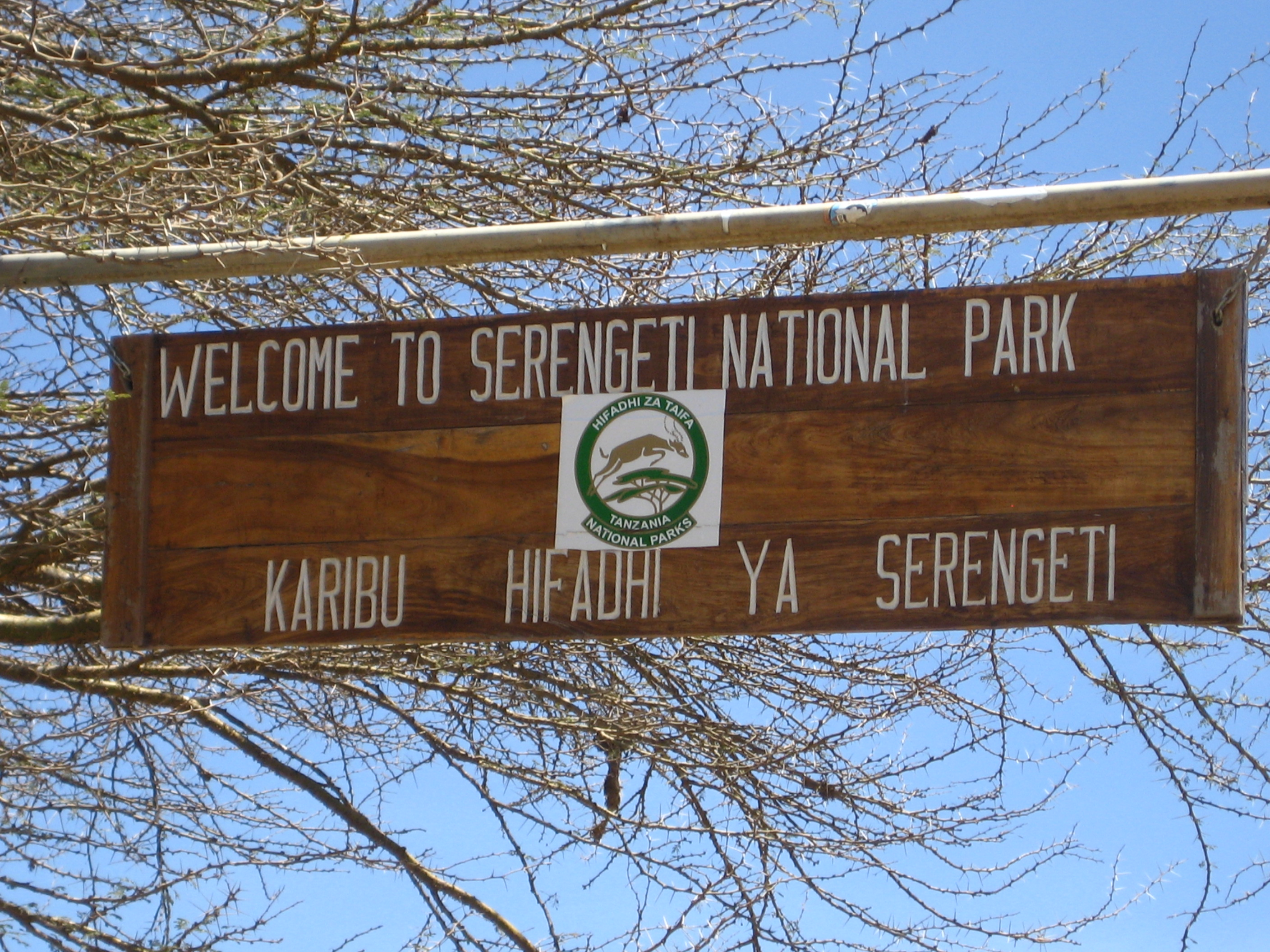
Вывеска на входе в парк

Национа́льный парк Серенге́ти — национальный парк площадью 14 763 км² в регионе Серенгети, расположенный в Танзании.
На севере парк Серенгети граничит с расположенным в Кении заповедником Масаи-Мара, который является продолжением парка. На юго-востоке от парка находится биосферный заповедник Нгоронгоро.

## История
На протяжении веков обширные пустоши равнин Серенгети практически не были заселены, но около 100 лет назад[уточнить] кочевые племена масаи пришли с севера вместе со своим скотом. Первым европейцем, попавшим сюда, был немецкий исследователь и натуралист доктор Оскар Бауман в 1891 году. Первые европейские профессиональные охотники пришли в Серенгети в 1913 году. 

В 1921 г. в Серенгети образован частичный заказник площадью 3,2 км², а в 1929 г. — полный, что стало основой для Национального парка. С ростом понимания необходимости защиты дикой природы, заказник был в 1951 году расширен и превращен в национальный парк. 

В 1959 г. из Серенгети выделен резерват Нгоронгоро площадью 8288 км². Серенгети является самым известным национальным парком в Танзании и вторым по величине после парка Селус.
Летом 2009 года Серенгети отметил 50-ю годовщину своего существования. Юбилей стал поводом для ученых обсудить необходимость защиты парка от увеличения туристического потока и безграмотной застройки. Недавно[когда?] на востоке парка, в районе ущелья Олдувай (Olduvai Gorge), которое ещё называют «колыбелью человечества», были найдены следы древнего человека. Археологи утверждают, что неконтролируемый доступ к месту раскопок может всерьез повредить исследованиям. В этой связи было принято решение закрыть эту часть парка для посещения туристами на неопределённый срок.

## Описание

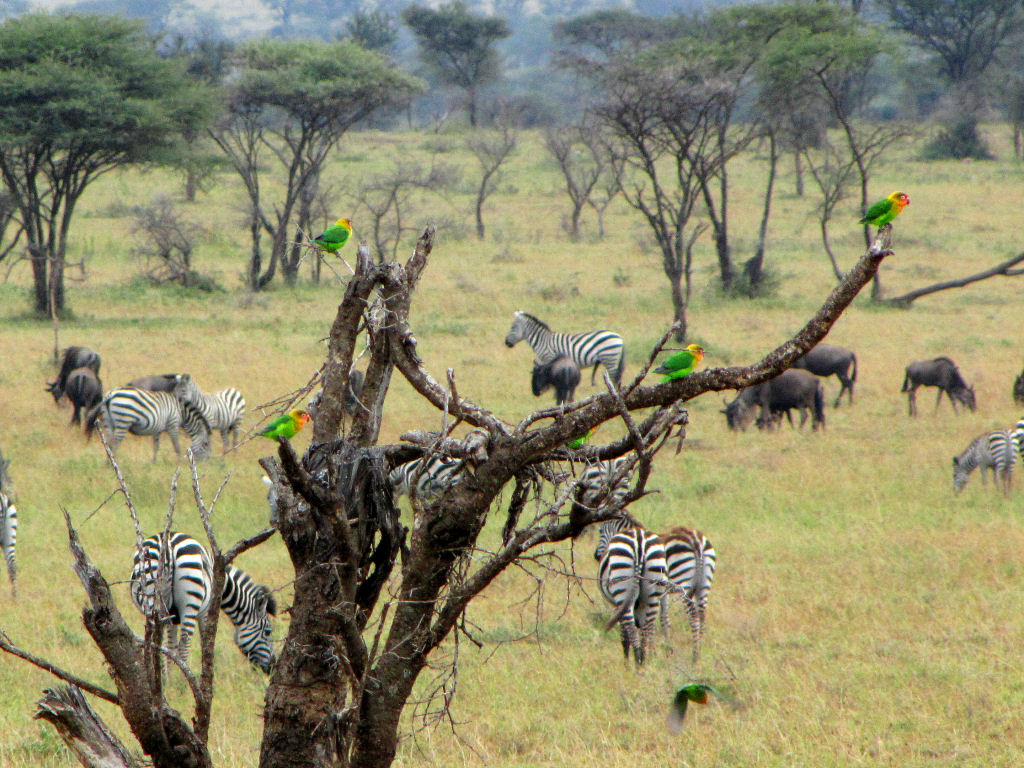

Парк Серенгети знаменит своим богатейшим животным миром. Примерно 500 видов птиц и 3 миллиона особей крупных животных обитают на равнинах парка.
Одной из особенностей парка является миграция животных. Ежегодно, в засушливый период октября и ноября более чем миллион антилоп гну и около 220 тысяч зебр перемещаются с северных холмов на южные равнины, где в это время идут непродолжительные тропические дожди. Затем, с наступлением дождливого сезона в апреле-июне животные мигрируют на запад и север. Древний инстинкт животных движет ими настолько сильно, что ни засуха, ни хищники, в том числе и крокодилы, заполняющие реки, не могут их остановить. При этом стада мигрируют не только в пределах Серенгети, но и по территории других парков и заповедников. В течение этого ежегодного длительного путешествия животные проходят 3000 км. По подсчётам учёных, всей этой гигантской биомассе требуется 4000 тонн травы каждый день. В пути погибает много животных, однако и рождается примерно четверть миллиона детенышей.